# جک داونینگ (بازیکن فوتبال)
جک داونینگ (انگلیسی: Jack Downing؛ ۸ مه ۱۹۱۳ – ۷ فوریه ۱۹۶۲) بازیکن فوتبال بود.
از باشگاه‌هایی که در آن بازی کرده است می‌توان به باشگاه فوتبال اسپنیمور تاون و باشگاه فوتبال دارلینگتون اشاره کرد.